# Kelemen Lajos (író)
Kelemen Lajos (Büssü, 1954. január 30. –) József Attila-díjas kortárs magyar író.

## Élete
A középiskola elvégzése után több felsőoktatási intézmény hallgatója, a JPTE tanárképző karán szerzett diplomát. Egy ideig szerkesztője volt a Somogy folyóiratnak, továbbá az Új Balaton és a Magyar Napló folyóiratoknak. Egyik alapítója, valamint hosszú ideig főszerkesztője a Képírás internetes lapnak. Szerepelt a Madárúton című nemzedéki antológiában. 1979-ben jelent meg Virraszt a kéz című első kötete. 1983-ban Hidas-díjjal tüntették ki, később Móricz Zsigmond ösztöndíjat kapott (1982), valamint az MTA-Soros Ösztöndíjjal jutalmazták (1984). Kaposváron a kilencvenes évek közepén rendezett, pályakezdő írókat fogadó írótáborokat vezetett spiritus rectorként és szerkesztője volt az ebből az alkalomból megjelenő antológiáknak. (Keresztelő, Mindenek előtt).  
Az utóbbi időben számos figyelemreméltó esszét publikált (Az év esszéi 2011, 2012), legutóbbi kötete (Gyeptéglák a füveskönyvemből) 2017-ben jelent meg. Esszéit, kritikáit, verseit rendszeresen közli – más lapok mellett – a Hitel, a Magyar Napló, a Kortárs, a Pannon Tükör, a Forrás.

## Művei
- Virraszt a kéz (Kozmosz Könyvek, Budapest, 1979)
- Közel a város (Magvető-Orpheusz, Budapest, 1990)
- Hegyi verseny (Pannónia Könyvek, Pécs, 1995)
- Telepesek (Masszi Kiadó, Budapest, 2002)
- Olvasó (Napkút Kiadó, Budapest, 2010)
- Föltett igaz (Napkút Kiadó, Budapest, 2011)
- Égni másért se (Rím Kiadó, Budapest, 2012)
- Árnyalatok igazsága (Magyar Napló Kiadó, Budapest, 2013)
- Szállsz te már, magad... (Napkút Kiadó, Budapest, 2013)
- Tenger, nyújtom kezem – Esszék Kalász Márton műveiről (Napkút Kiadó, Budapest, 2014)
- Tovább a történet (Napkút Kiadó, Budapest, 2014)
- Részben az egész – válogatott és új esszék (Napkút Kiadó, Budapest, 2015)
- Egy nő – A Woman – magyar-angol kétnyelvű kötet, Bátai Sándor grafikus társszerzővel közösen (Képírás Művészeti Alapítvány, Budapest, 2016)
- Dunántúliak. Esszék: képek és jelképek; Pro Pannonia, Pécs, 2017 (Pannónia könyvek)
- Csakis a minden elég (Magyar Napló Kiadó, Budapest, 2017)
- Gyeptéglák a füveskönyvemből (Napkút Kiadó, 2017)

## Díjak, elismerések
- Móricz Zsigmond-ösztöndíj (1983)
- Hidas-díj (1983)
- MTA-Soros Ösztöndíj (1984)
- Podmaniczky-díj (1989)
- Radnóti-díj (1994)
- Somogy Polgáraiért díj (2015)
- NKA Alkotói Ösztöndíj (2017–2018)
- József Attila-díj (2018)